# エーヨーヒーロー
『エーヨーヒーロー』は原作：真実イチロ、作画：宮越和草による漫画作品。集英社『月刊YOU』で連載した病院の管理栄養士を題材とした医療漫画。
読み切り掲載を経て、隔月連載、毎月連載と展開した。単行本は「集英社マーガレットコミックス」より2014年11月25日に1巻が刊行され、全2巻。（2巻はデジタル版のみ）